# 都城市立上長飯小学校
都城市立上長飯小学校（みやこのじょうしりつ かみながえしょうがっこう）は、宮崎県都城市上長飯町にある公立の小学校。

## 概要
歴史
1873年（明治6年）に「上長飯小学校」として創立。現校名となったのは1947年（昭和22年）。2023年（令和5年）に創立150周年を迎えた。
校章
校歌
1960年（昭和35年）制定。作詞は高森文夫、作曲は有馬俊一による。歌詞は3番まであり、3番の歌詞中に校名の「上長飯」が登場する。
通学区域
都城市のうち、「上長飯町、一万城町、広原町」。
中学校区は都城市立妻ケ丘中学校。

## 沿革
- 1873年（明治6年）4月1日 - 上長飯町字堀内に「上長飯小学校」が開校。
- 1889年（明治22年）5月1日 - 町村制の施行により、北諸県郡4町（西、上、中、下）3村（宮丸、下長飯、上長飯）が合併の上、「都城町」が発足。
- 1892年（明治25年）- 「上長飯尋常小学校」に改称。
- 1901年（明治34年）4月 - 初代校長が就任。
- 1902年（明治35年）1月20日 - 現在地に校舎が完成。
- 1908年（明治41年）4月 - 改正小学校令により、尋常科（義務教育年限）が4年制から6年制に改められる。尋常科5年を新設。
- 1909年（明治42年）4月 - 尋常科6年を新設。
- 1924年（大正13年）4月1日 - 市制施行により、「都城市」が発足。
- 1933年（昭和8年）1月26日 - 創立60周年を記念し、校歌（旧校歌）・校旗・微章を制定。
- 1941年（昭和16年）4月1日 - 国民学校令施行により、「都城市上長飯国民学校」と改称。尋常科を初等科に改める。
- 1947年（昭和22年）4月1日 - 学制改革（六・三制の実施）により、国民学校初等科が新制小学校「都城市立上長飯小学校」（現校名）に改組・改称。
- 1959年（昭和34年）1月 - 学校給食を開始。
- 1960年（昭和35年）3月14日 - 新校歌を制定。
- 1964年（昭和39年）
  - 4月23日 - 火災により北側校舎6教室と理科準備室を焼失。
  - 11月 - 鉄筋2階建て6教室、講堂兼屋内運動場が完成。
- 1966年（昭和41年）11月 - プールが完成。
- 1972年（昭和47年）4月 - 鉄筋新校舎が完成。
- 1973年（昭和48年）
  - 3月 - 新屋内運動場が完成。
  - 12月1日 - 創立100周年記念式を挙行。
- 1978年（昭和53年）3月 - 学級増に伴い、北校舎（普通教室2など）が完成。
- 1979年（昭和54年）
  - 2月 - 学級増に伴い、北校舎（普通教室2など）が完成。
  - 9月 - ロッククライミング付き築山が完成。
- 1980年（昭和55年）2月 - 学級増に伴い、北校舎を増築。
- 1981年（昭和56年）
  - 2月 - 職員室、図書室、理科室、図工室を増築。
  - 8月 - 新東門を開設。
- 1982年（昭和57年）2月 - 南校舎を増設。
- 1984年（昭和59年）1月 - 2教室を増築。
- 1986年（昭和61年）2月 - 体育館を増築。
- 1989年（平成元年）10月 - 竹町に上長飯小学校発祥の地記念碑を設置。
- 1990年（平成2年）7月 - クスノキを学校の木に、ヒイラギを学校の花に制定。
- 1994年（平成6年）5月 - 第二図書館が完成。
- 1996年（平成8年）
  - 3月 - プールを改修。
  - 11月 - 第1回「上小まつり」を実施。
  - 12月 - しいたけ園を設置。
- 2004年（平成16年）9月 - 新校舎が完成。
- 2012年（平成24年）3月 - 新体育館が完成。
- 2013年（平成25年）1月 - たんぽぽ学級を開設。
- 2015年（平成27年）7月 - 新校舎建設のためプレハブ校舎が完成し、移転を完了。
- 2016年（平成28年）2月 - 新校舎が完成。

## 交通アクセス
最寄りの鉄道駅
- JR九州 日豊本線 「都城駅」・「三股駅」

最寄りのバス停留所
- 宮崎交通バス（宮交バス）「上長飯」バス停

最寄りの幹線道路
- 国道222号

## 周辺
- 小鷹自治公民館
- 小鷹神社